# Isachne
Isachne is een geslacht uit de grassenfamilie (Poaceae). De ongeveer 100 soorten van dit geslacht komen voor in subtropische en tropische gebieden.

## Soorten (selectie)
Van het geslacht zijn onder andere de volgende soorten bekend: 
- Isachne albens
- Isachne arundinacea
- Isachne australis
- Isachne bennae
- Isachne bicolor
- Isachne biflora
- Isachne brassii
- Isachne chinensis
- Isachne clarkei
- Isachne clementis
- Isachne comata
- Isachne debilis
- Isachne depauperata
- Isachne diabolica
- Isachne disperma
- Isachne elatior
- Isachne elegans
- Isachne globosa
- Isachne henryi
- Isachne javana
- Isachne kunthiana
- Isachne laevis
- Isachne longifolia
- Isachne magna
- Isachne mauritiana
- Isachne multiflora
- Isachne myosotis
- Isachne obscurans
- Isachne obtecta
- Isachne pallens
- Isachne polygonoides
- Isachne pulchella
- Isachne refracta
- Isachne repens
- Isachne rigens
- Isachne saxicola
- Isachne scandens
- Isachne stricta
- Isachne sylvestris
- Isachne trochainii
- Isachne truncata
- Isachne venusta
- Isachne virgata
- Isachne vulcanica
- Isachne walkeri
- Isachne wombaliensis